# World Digital Library
A World Digital Library (WDL) (Biblioteca Digital Mundial em português) é uma biblioteca digital projetada pela Biblioteca do Congresso dos Estados Unidos e pela UNESCO em parceria com mais 31 outras instituições de vários países. James H. Billington bibliotecário do Congresso dos EUA sugeriu em 2005 a criação da Biblioteca Digital Mundial para a UNESCO. Com o intuito de tornar mais acessíveis coleções que falem e promovam a cultura, destacando as conquista de todo o mundo. No início passou por alguns problemas, como de digitalização, o acesso multilíngue, etc. Em 2006 a UNESCO realiza uma reunião, para sanar esses problemas. Então só em Abril de 2009: A Biblioteca Digital Mundial é lançada  para o público internacional, com conteúdo sobre cada estado-membro da UNESCO. Então foi desenvolvida por uma equipe da Biblioteca do Congresso dos EUA, com contribuições de instituições parceiras em muitos países, o apoio das Organização das Nações Unidas para a Educação, a Ciência e a Cultura (UNESCO);  e o apoio financeiro de uma série de empresas e fundações privadas. O objetivo é dispor em meio eletrônico pela Internet conteúdo das mais variadas mídias, inicialmente nos idiomas árabe, chinês, espanhol, francês, inglês, português e russo. Foi inaugurada em 21 de abril de 2009, contando com um acervo de 1 208 itens.

## Serviços
A biblioteca disponibiliza tesouros culturais de todo o mundo em um único lugar, em diversas formas. Dentre elas manuscritos, filmes gravuras, fotografias, livros raros, desenhos arquitetônicos, etc. Podem ser facilmente pesquisados por lugar, período, tema, tipo de item e instituição contribuinte, ou podem ser localizados por uma pesquisa aberta, em vários idiomas. 

## Parceiros
A Biblioteca Digital Mundial é um projeto de colaboração entre a Biblioteca do Congresso dos EUA, a UNESCO e parceiros por todo o mundo. Os parceiros da Biblioteca Digital Mundial contribuem com conteúdos, bem como experiência em curadoria, catalogação, linguística e técnica. O projeto também recebeu apoio do setor privado. A Federação Internacional de Associações e Instituições Biblioteconômicas (IFLA) e a Biblioteca do Congresso co-patrocinaram um grupo de trabalho com o intuito de desenvolver diretrizes para bibliotecas digitais, inclusive a Biblioteca Digital Mundial. A Universidade de Ciência e Tecnologia King Abdullah, em parceria com a Biblioteca do Congresso e a UNESCO, patrocinam um Comitê Internacional de Consultoria sobre a História da Ciência Árabe e Islâmica a fim de identificar livros científicos e manuscritos importantes do mundo árabe e islâmico, além de facilitar a inclusão destes itens na Biblioteca Digital Mundial.
Dessa forma, os associados WDL são, principalmente, bibliotecas, arquivos ou outras instituições que possuem coleções de conteúdo cultural como também, instituições, fundações e companhias privadas que contribuem para o projeto  compartilhando tecnologia, convocando ou patrocinando reuniões de grupos de trabalho, ou financeiramente. Como exemplo do último, podemos citar os seguintes parceiros: Corporação Carnegie de Nova Iorque, Biblioteca Nacional do Catar, da Fundação para Educação, Ciência e Desenvolvimento Comunitário do Catar, Google, Inc.,  Universidade de Ciência e Tecnologia King Abdullah, Arábia Saudita, Microsoft, Inc.,Third Century Fund da Biblioteca do Congresso (Fundo Jeffersoniano), Conselho James Madison da Biblioteca do Congresso, Glenn R. Jones, Raja W. Sidawi, Roger S. e Julie Baskes, Consuelo Duroc-Danner, Marguerite e Gerry Lenfest, Fundação Lawrence eMary Ann Tucker, Susan Carmel Lehrman, Buffy M. Cafritz William, Inger Ginsburg, Fundação Cotswold, Martha H. Morris, Fundação Bridges of Understanding, Robert H. Enslow, Nancy Hart Glanville, Fundação Legacy Works, Tom e Kaye Martin, Thomas e Jamel Perkins, Albert H. Small.

Abaixo a lista de algumas instituições que participam do projeto:
| - Biblioteca do Congresso Norte-Americano - Biblioteca Nacional do Brasil - Biblioteca Nacional da França - Biblioteca Nacional de Israel - Biblioteca de Alexandria - Biblioteca Universitária Brown - Centro de Estudos da História do México - CEHM - Biblioteca Central, Fundação Catar - Biblioteca do Memorial de Colombo da OEA - Federação Internacional de Associações e Instituições Bibliotecárias - IFLA - Biblioteca e Arquivos Nacionais do Iraque - Biblioteca John Carter Brown - Universidade de Ciências e Tecnologia King Abdullah - Biblioteca Comemorativa Mamma Haidara - Administração de Registros e Arquivos Nacionais dos EUA - Biblioteca Nacional da Dieta | - Biblioteca Nacional e Arquivos do Egito - Instituto Nacional de Antropologia e História do México - INAH - Biblioteca Nacional da China - Biblioteca Nacional da Rússia - Biblioteca Nacional da Sérvia - Biblioteca Nacional da Suécia - Biblioteca Nacional de Uganda - Real Instituto Holandês de Estudos do Caribe e do Sudeste Asiático - KITLV - Biblioteca Estatal da Rússia - Biblioteca Copta São Marcos - Associação Tetouan-Asmir - Biblioteca Universitária de Bratislava - Biblioteca da Universidade de Pretória - Biblioteca Wellcome - Biblioteca da Universidade de Yale - Biblioteca Presidencial Yeltsin |

## Coleções
As coleções existentes na Biblioteca Mundial Digital são diversas e oriundas de vários países. Fornecidas pelas instituições e bibliotecas com a qual possuem parcerias, é possível ter acesso por exemplo ao Pentateuco pertencente a Coleção Iryan Moftah de Livros e Manuscritos Coptas  datado entre 1800 d.C. - 1849 d.C, pertencente a Universidade Americana do Cairo. Da America Latina e Caribe podemos citar as Coleções Especiais da Universidade do Estado de Illinois, Biblioteca Milner. Um dos itens dessa coleção chama-se Grupo de artistas de circo com uma  fotografia de dezembro de 1932 mostrando membros de três espetáculos de trapézio famosos mundialmente na época, posando na rede de segurança do La Scala, em Berlim. De acordo com a descrição existente no site "A fotografia reflete a internacionalização do circo no século XX, quando artistas e trupes famosas eram contratadas por circos de outros países que queriam apresentar espetáculos jamais vistos por seus públicos".

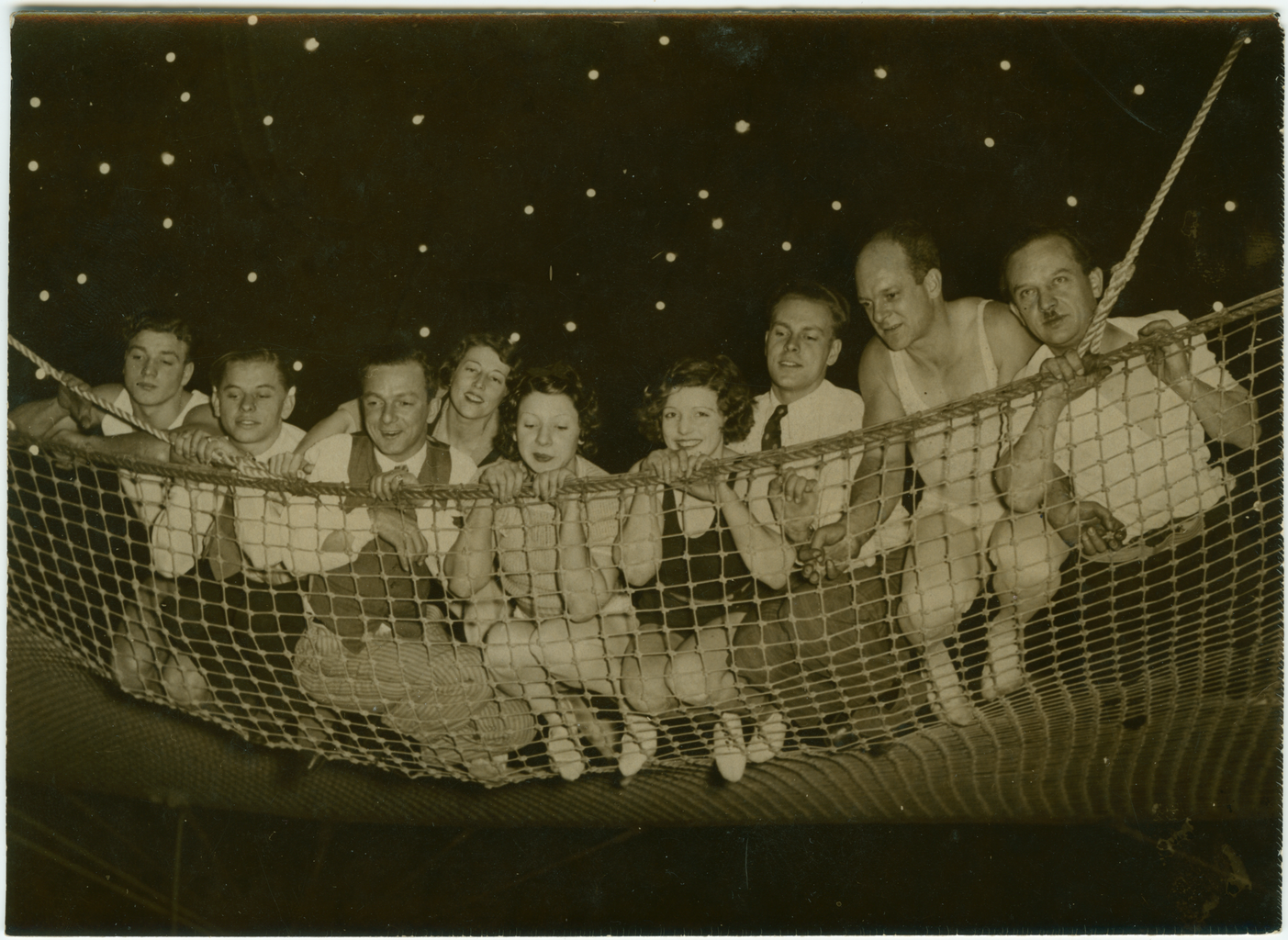
Grupo de artistas de circo (Berlim, 1932).

## Licença
Embora não existam custos para acessar a biblioteca e consultá-la na Internet, o conteúdo está sujeito aos termos de copyright e licenças das instituições participantes.